# Red Canzian

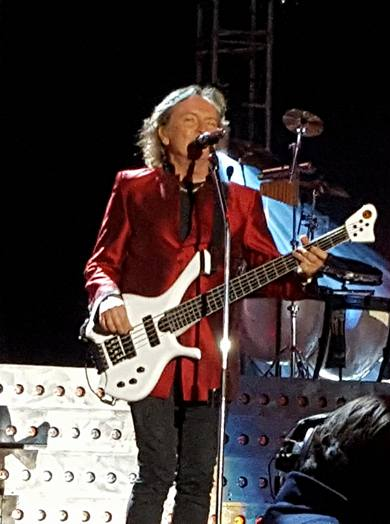
Red Canzian 2016

Red Canzian (* 30. November 1951 in Quinto di Treviso als Bruno Canzian) ist ein italienischer Musiker, der vor allem als langjähriger Bassist der Band Pooh bekannt wurde.

## Karriere
Canzian begann als Jugendlicher, Gitarre zu spielen. Mit seiner ersten Progressive-Rock-Band Capsicum Red (zunächst Prototipi) hatte er bald regelmäßige Auftritte in Treviso. Die Band erfreute sich großer Beliebtheit unter Jugendlichen und nahm 1970 und 1971 zwei Singles auf: Ocean fand als Titelmelodie einer Fernsehsendung auf Rai 2 Verwendung, während für Tarzan Franco Battiato gewonnen werden konnte. Ihr erstes Album war Appunti per un’idea fissa. Bald darauf löste sich die Band auf und Canzian begann, mit dem Trio Osage Tribe aufzutreten. Im November 1972 bewarb er sich für die freie Position des Bassisten von Pooh (Riccardo Fogli hatte die Band gerade verlassen) und wurde genommen.
Mit Pooh veröffentlichte Canzian in der Folge eine Reihe von sehr erfolgreichen Alben und Singles und ging einer intensiven Konzerttätigkeit nach. 1986 erschien sein erstes Soloalbum Io e Red, das auch ein Duett mit Loredana Bertè enthielt. In späteren Jahren betätigte er sich auch als Musikproduzent, etwa für Gianni Togni. 2011 organisierte er in Padua das Benefizkonzert Red&Friends für die Leidtragenden der Überschwemmungen im Veneto; am Konzert waren u. a. Mario Biondi, Gigi D’Alessio, Ivana Spagna, Niccolò Fabi, Malika Ayane, Sonohra und L’Aura beteiligt. Mit L’istinto e le stelle legte Canzian 2014 sein zweites Soloalbum vor, an dem Ivano Fossati und Giuliano Sangiorgi beteiligt waren.
Nachdem Pooh sich 2016 zum 50-jährigen Jubiläum nach einer Abschlusstournee aufgelöst hatte, unterschrieb Canzian einen neuen Plattenvertrag bei BMG. Beim Sanremo-Festival 2018 ging er erstmals solo ins Rennen. Im Februar 2021 gewann er die zweite Staffel von Il cantante mascherato (italienische Version von The Masked Singer).

## Diskografie
Alben

| Jahr | Titel                 | Höchstplatzierung, Gesamtwochen, AuszeichnungChartsChartplatzierungen (Jahr, Titel, Platzierungen, Wochen, Auszeichnungen, Anmerkungen) | Anmerkungen  |
| Jahr | Titel                 | IT | Anmerkungen  |
| ---- | --------------------- | --- | ------------ |
| 1986 | Io e Red              | IT13 (7 Wo.)IT | CGD          |
| 2014 | L’istinto e le stelle | IT5 (8 Wo.)IT | Artist First |
| 2018 | Testimone del tempo   | IT10 (7 Wo.)IT |              |

## Belege
1. ↑  Chartquellen (Alben):
  - M&D-Chartarchiv. Musica e dischi, abgerufen am 26. Januar 2018 (italienisch, kostenpflichtiger Abonnement-Zugang).
  - Alben von Red Canzian. In: Italiancharts.com. Hung Medien, abgerufen am 12. April 2018.

| Personendaten    | Personendaten                |
| ---------------- | ---------------------------- |
| NAME             | Canzian, Red                 |
| ALTERNATIVNAMEN  | Canzian, Bruno (Geburtsname) |
| KURZBESCHREIBUNG | italienischer Musiker        |
| GEBURTSDATUM     | 30. November 1951            |
| GEBURTSORT       | Quinto di Treviso            |